# IA-64
Не треба бркати са x86-64, 64-bit екстензија за x86 архитектуру.
IA-64 (Такође познат као Intel Itanium архитектура) је архитектура Itanium породице 64-bit Интел-ових микропроцесора. Архитектура је настала на Хјулет-Пакарду (HP), а касније су је развијали HP и Intel.
Itanium архитектура је базирана на експлицитном паралелизаму на нивоу наредбе, у коме компајлер одређује које инструкције да се извршавају паралелно. Ово је у супротности са осталим суперскаларним архитектурама, које зависе од тога да ли процесор управља инструкцијским зависностима за време runtime-а. У свим Itanium моделима, до Tukwila (укључујући и њу), језгра извршавају до шест инструкција по тактном циклусу. Први Itanium процесор, назван Merced, је издат 2001.
Ажурирано: 2008.. Itanium је четврта најкоришћенија микропроцесорска архитектура за enterprise-class системе, испред кога су x86-64, Power Architecture и SPARC.

## Историја

### Развој: 1989–2000
Године 1989. HP је схватио да архитектуре са смањеним скупом инструкција (RISC) долазе до границе процесирања од једне инструкције по циклусу. HP-ови истраживачи су истраживали нову архитектуру, касније названа EPIC, која је дозвољавала процесору да извршава више инструкција у сваком тактном циклусу. EPIC имплементира форму архитектуре јако дуге инструкцијске речи (VLIW), у којој једна инструкцијска реч садржи више инструкција. Са EPIC-ом, компајлер унапред одређује које инструкције могу да се извршавају у исто време, тако да микропроцесор једноставно извршава наредбе и нису му потребни компликовани механизми да одреде које инструкције могу да се извршавају паралелно.
Овај приступ има два циља: да дозволи дубљу инспекцију кода за време компајлирања како би се увиделе додатне прилике за паралелна извршавања, и да упрости дизајн процесора и смањи енергетску потрошњу елиминисањем потребе за заказивањем кола за време runtime-а.
HP је веровао да више није економично за појединачне компаније као што је он да прави власничке микропроцесоре, тако да се удружио са Интел-ом 1994. да направе IA-64 архитектуру, које је изведена из EPIC. Интел је био вољан да уложи много у развој IA-64 јер је очекивао да ће крајњи микропроцесор да се користи код већине произвођача система за предузећа. HP и Intel су започели велики заједнички развој са циљем да заврше први производ, Merced, 1998. године.
Током развоја, Intel, HP, и индустријски аналитичарису су предвиђали да ће IA-64 доминирати у серверима, радним станицама, и напредним десктоповима, и евентуално заменити RISC и архитектуру рачунара са сложеним скупом инструкција (CISC) за све апликације опште употребе.
Compaq и Silicon Graphics су одлучили да обуставе развој Alpha и MIPS архитектура и прешли су на IA-64.
Неколико група је правило оперативне системе за ову архитектуру, укључујући Microsoft Windows, Линукс, и Јуникс варијанте као што су HP-UX, Соларис,
Tru64. јуникс, и Monterey/64
(задња три су обустављена пре него што су стигла на тржиште). До 1997. године било је очигледно да су IA-64 архитектура и компајлер много тежи да се имплементирају него што се у почетку мислило, а Merced је почео да се одлаже.
Неки од техничких проблема су били веома велики број транзистора који је био потребан да подржи дугачке инструкцијске речи и велики кеш. Такође је било структурних проблема у пројекту, јер су та два тима имала другачије методологије и другачије приоритете. Пошто је Merced био први EPIC процесор, у развоју је било више проблема него што су тимови очекивали. Такође, EPIC концепт је зависио од способности компајлера које до сада нису никад биле имплементиране, тако да је било потребно више истраживања.
Интел је огласио официјелно име процесора, Itanium, 4. октобра 1999. године.
У року од неколико сати, име Itanic је било измишљено у једној Јузнет групи. То је била референца на Титаник, "непотопљиви" брод који је потонуо 1912. године.

### Itanium (Merced): 2001
Док је Itanium био избачен у јуну 2001. године, његове перформансе нису биле конкурентне са RISC и CISC процесорима.
Увиђајући да недостатак софтвера може бити озбиљан проблем у будућности, Интел је дао хиљаде ових раних система независним продавцима софтвера (ISVs) како би стимулисао развој. HP и Интел су довели следећу генерацију Itanium 2 процесора на тржиште годину дана касније.

### Itanium 2: 2002–2010
Itanium 2 процесор је био избачен у 2002. Ослободио се пуно проблема у перформанси које је имао оригинални Itanium процесор. Ти проблеми су углавном били последица неефикасних меморијских подсистема.
У 2003. AMD је избацио Opteron, који је имплементирао 64-bit архитектуру (x86-64). Opteron је убрзано постајао присутнији у простору сервера за предузећа јер је дозвољавао лаку надоградњу са x86. Интел је одговорио на ово тиме што је имплементирао x86-64 у своје Xeon микропроцесоре 2004. године.
У новембру 2005. године главни Itanium сервер произвођачи су се удружили са Интелом и неколико продавца софтвера да створе Itanium Solutions Alliance да промовишу архитектуру у убрзају преношење софтвера.
Године 2006. Интел је завршио Montecito (продаван као Itanium 2 9000 серија), процесор са два језгра који је удвостручио перформансе и смањио енергетску потрошњу за око 20%.

### Itanium 9300 (Tukwila): 2010
Itanium 9300 серија процесора, названа Tukwila, је издата 8. фебруара 2010. године са великим капацитетом перформанси и меморије. Tukwila је оригинално требало да се заврши у 2007. години.
Уређај користи 65 nm процес, укључује два до четири кеша са до 24 MB, Hyper-Threading технологију и интегрисане меморијске контролере. Имплементира double-device data correction (DDDC), који помаже да се поправе грешке у меморији. Tukwila такође имплементира Intel QuickPath Interconnect (QPI) који замењује Itanium архитектуру базирану на магистрали. Врх интерпроцесорског протока је 96 GB/s а врх меморијског протока је 34 GB/s. Са QuickPath-ом, процесор има ингетрисане меморијске контролере који директно повезују са меморијом, и коришћењем QPI интерфејса директно се повезују са осталим процесорима и I/O средиштима. QuickPath се такође користи и у Интел-овим процесорима који користе Nehalem микроархитектуру, што вероватно занчи да ће Tukwila и Nehalem моћи да користе исти чипсет.
Tukwila инкорпорира четири меморијска контролера, од којих сваки подржава више DDR3 DIMMs преко посебног меморијског контролера,
скоро исто као и Xeon процесори базирани на Nehalem, названи Beckton.

### Itanium 9500 (Poulson): 2012
Itanium 9500 серија процесора, названа Poulson, је наследник Tukwila-е и садржи 8 језгара, има 12-широку архитектуру, multithreading побољшања, и нове инструкције које користе паралелизам, посебно при виртуелизацији.
Poulson L3 величина кеша је 32 MB. L2 величина кеша је 6 MB, 512 I KB, 256 D KB по језгру. Величина калупа је 544 mm², што је мање од Tukwila-е (698.75 mm²).
На ISSCC 2011 Интел је представио папир који се зове, "32nm Itanium процесор који има 3,1 милијарду транзистора и ширину 12, за сервере који су критични за мисије."
Гледајући Интел-ову историју откривања детаља о Itanium микропроцесорима на ISSCC, овај папир се вероватно односио на Poulson. Аналитичар David Kanter спекулише да ће Poulson користити нову микроархитектуру, са напреднијом формом multi-threading-а која користи до два thread-а, како би побољшао перформансе за радове са једним thread-ом и више thread-ова.
Неке нове информације су издате на Hotchips конференцији.
Нове информације представљају побољшања на multithreading-у, побољшања на еластичности (Instruction Replay RAS) и неколико нових инструкција (приоритет thread-ова, инструкције за integer-е, предобављање кеша и наговештај приступа подацима).

## Архитектура
Интел је обимно документовао Itanium инструкцијски сет и микроархитектуру,
а техничка штампа је пружала прегледе. Архитектура се преименовала неколико пута током своје историје. HP ју је у почетку звао PA-WideWord. Интел ју је касније звао IA-64, а након тога Itanium Processor Architecture (IPA),
а на крају се одлучио за Intel Itanium Architecture, али се и даље често ословљава као IA-64.
То је архитектура са 64-bit регистрима која је искључиво паралелна. Основна реч за податке је 64 бита и byte-адресабилна је. Простор за логичке адресе је 264 бајтова. Архитектура имплементира предвиђање, спекулације, и предвиђање гранања. Она користи хардверски механизам за преименовање регистра уместо једноставног снабдевања регистара "прозорима" (енг. register windowing) за прослеђивање параметра. Исти механизам се такође користи да се дозволи паралелно извршавање петљи. Спекулација, предвиђање, и преименовање су под контролом компајлера: свака инструкцијска реч садржи додатне битове за ово. Овај приступ је препознатљива карактеристика ове архитектуре.
Архитектура имплементира 128 integer регистра, 128 floating point регистра, 64 једнобитних предиката и осам регистра гранања. Floating point регистри су дугачки 82 бита како би се сачувала прецизност за међурезултате.

### Извршавање инструкција
Свака 128-bit инструкцијска реч садржи три инструкције и механизам добављања може да чита до две инструкцијске речи по тактном циклусу из L1 кеша у цевовод. Када компајлер може максимално да искористи ову способност, процесор може да извршава шест инструкција по тактном циклусу. Овакав процесор има тридесет функционалних јединица за извршавање у једанаест група. Свака јединица може да извршава специфичну подгрупу инструкцијског сета и свака јединица извршава једну инструкцију по тактном циклусу, осим ако се извршавање не зауставља док се чекају подаци. Не извршавају све јединице у групи исте подгрупе инструкцијског сета, али уобичајене инструкције могу да се извршавају у више јединица.
Групе извршних јединица укључују:
- Шест ALU-а за општу намену, две integer јединице, једна јединица за померање
- Четири јединице за кеш за податке
- Шест мултимедијалних јединица, две јединице за паралелно померање, једна за паралелно множење, једна за бројање популације
- Две 82-bit floating-point умножи–акумулирај јединице, две SIMD floating-point умножи–акумулирај јединице (свака по две 32-bit операције)[32]
- Три јединице за гранање

Компајлер обично може да групише инструкције у групе од по шест инструкција. Групе могу да се извршавају истовремено. Пошто floating-point имплементирају умножи–акумулирај операције, једна floating point инструкције може да изврши рад од две инструкције ако апликација захтева множење које прати сабирање. Ово је веома често у научном процесовању. Када се то деси, процесор може да изврши четири FLOP-а по циклусу. На пример, 800 MHz Itanium је имао теоретску оцену од 3.2 GFLOPS, а најбржи Itanium 2 од 1.67 GHz је био оцењен са 6.67 GFLOPS.

### Архитектура меморије
Од 2002. до 2006. године Itanium 2 процесори су делили заједничку кеш хијерархију. Они су имали 16 KB инструкцијског кеша првог нивоа и 16 KB кеша података првог нивоа. L2 кеш је уједињен (инструкцијски и за податке) и има 256 KB. L3 кеш је такође уједињен и варирао је у величини од 1.5 MB до 24 MB. 256 KB L2 кеша садржи довољно логике да подржи семафор операције без узнемиравања главне аритметичко логичке јединице (ALU).
Главној меморији се приступа преко магистрале која иде до чипсета ван чипа. Itanium 2 магистрала се у почетку звала McKinley магистрала, али се данас ословљава као Itanium магистрала. Брзина магистрале се повећавала постепено како су излазили нови процесори. Магистрала је преносила 2×128 бита по тактном циклусу, тако да је 200 MHz McKinley магистрала преносила 6.4 GB/s, а 533 MHz Montecito магистрала је преносила 17.056 GB/s

### Архитектонске промене
Itanium процесори који су издати пре 2006. године су имали хардверску подршку за IA-32 архитектуру како би подржали старе серверске апликације, али перформансе за IA-32 код су биле много лошије него обичан код и такође су биле лошије од савремених x86 процесора. Године 2005. Интел је развио IA-32 Execution Layer (IA-32 EL), софтверски емулатор који пружа боље перформансе. Са Montecito породицом процесора, Интел је елиминисао хардверску подршку за IA-32 код.
Године 2006. са изласком Montecito, Интел је направио бројна побољшања на основној архитектури процесора, укључујући:
- Хардверски multithreading: свако процесорско језгро одржава контекст за извршавање два thread-а. Ако један thread паузира током приступа меморији, други thread може да се извршава. Интел ово зове "груб multithreading" како би се разликовало од "hyper-threading технологије" коју је Интел интегрисао у неке x86 и x86-64 микропроцесоре.
- Хардверску подршку за виртуелизацију: Интел је додао Intel Virtualization Technology (Intel VT-i), која пружа хардверску подршку за виртуелизацију главних функција. Виртуелизација дозвољава софтверском "hypervisor-у" да покреће више инстанци оперативних система на процесору у исто време.
- Побољшања у кешу: Montecito је додао раздељен L2 кеш који је укључивао посвећен 1 MB L2 кеш за инструкције. Оригинални 256 KB L2 кеш је претворен у кеш посвећен за податке. Montecito је такође укључио 12 MB on-die L3 кеша.

## Подршка хардвера

### Чипсет
Itanium магистрала се повезује на остатак система преко чипсета. Произвођачи сервера за предузећа праве разлику код својих система дизајнирајући и развијајући чипсете који повезују процесор на меморију, интерконекцију и периферне контролере. Чипсет је срце архитекруре на нивоу система за сваки дизајн система. Развој чипсета кошта десетине милиона долара и представља велику приврженост коришћењу Itanium-а. IBM је створио чипсет 2003. године и Интел 2002. године, али ни један од њих није створио чипсет који подржава новије технологије као што су DDR2 или PCI-E.
Тренутно, модерни чипсети за Itanium који подржавају те технологије производе HP, Fujitsu, SGI, NEC и Hitachi.
"Tukwila" Itanium процесорски модел је дизајниран да дели уобичајен чипсет са Intel Xeon процесором EX (Интел-ов Xeon процесор који је дизајниран за сервере са четири или више процесора). Циљ је био да се поједностави развој система и смање цене серверским OEM-овима, од којих многи развијају сервере базиране на и Itanium-у и Xeon-у. Међутим, овај циљ је 2013. године био потиснут и смештен у класификацију "процењено за будуће прилике за имплементацију".

## Подршка софтвера
Itanium подржавају следећи оперативни системи:
- HP-UX 11i
- OpenVMS I64
- NonStop OS, Intel 64 (x86-64) порт који се развија.
- Неке GNU/Линукс дистрибуције, укључујући Џенту и SUSE's SLE
  - Дебијан 7 (напуштен откако је изашао Дебијан 8) са безбедносном подршком до 26. априла 2016. године и дуготрајном подршком (LTS) до маја 2018. године.
- FreeBSD (подршка ће престати чим изађе FreeBSD 10)[37][38]
- Bull GCOS 8

Itanium су такође подржавали следећи оперативни системи:
- Windows NT family
  - Windows XP 64-Bit едиција
  - Windows Server 2003
  - Windows Server 2008
  - Windows Server 2008 R2
- Ред хет ентерпрајз линукс (напуштен од када је изашао RHEL-6.7)
- NEC ACOS-4[39]

Мајкрософт је најавио да ће Windows Server 2008 R2 бити последња верзија Windows Serverа која подржава Itanium и да ће такође престати да развија Itanium верзије Visual Studio-а и SQL Server-а.
Слично, Ред хет ентерпрајз линкус 5 (први пут издат у марту 2007. године) је било последње Itanium издање Ред хет ентерпрајз линукса
и Каноникалов Ubuntu 10.04 LTS (издат у априлу 2010. године) је било последње Ubuntu издање које је подржавло Itanium.
HP неће подржавати ни сертификовати Линукс на Itanium 9300 (Tukwila) серверима.
HP продаје виртуелизациону технологију за Itanium која се зове Integrity Virtual Machines.
Како би дозволио да више софтвера ради на Itanium-у, Интел је подржавао развој компајлера који су оптимзовани за ову платформу, посебно своју групу компајлера.
Почевши од новембра 2010. године, са увођењем нових група производа, Интел-ови Itanium компајлери више нису груписани са Интел-овим x86 компајлерима у један производ. Интел пружа Itanium алатке и Intel x86 алатке, укључујући и компајлере, независно један од других у одвојене пакете производа.
GCC,
Open64 и Microsoft Visual Studio 2005 (и каснији)
такође могу да стварају машински код за Itanium. Према Itanium Solutions Alliance преко 13 000 апликација је било доступно за системе базиране на Itanium-у почетком 2008. године,
иако је Sun оспоравао број апликација за Itanium у прошлости.
ISA је такође подржавала Gelato, Itanium HPC корисничку групу и развојну заједницу која је портовала и подржавала софтвер отвореног кода за Itanium.

### Емулација
Емулација је техника која дозвољава компјутерима да извршавају бинарни код који је компајлиран за другу врсту компјутера. Пре IBM-ове аквизиције QuickTransit-а 2009. године, апликацијски бинарни софтвер за IRIX/MIPS и Соларис/SPARC је могао да се покрене преко типа емулације који се звао "динамичко бинарно превођење" на Линукс/Itanium-у. Слично, HP је имплементирао метод извршавања PA-RISC/HP-UX на Itanium/HP-UX преко емулације, како би упростио прелазак PA-RISC муштерија на сасвим другачији Itanium-ов инструкцијски сет. Itanium процесори такође могу да покрену окружење GCOS од Groupe Bull-а и неколико x86 оперативних система преко симулатора инструкцијских сетова.

## Конкуренција
Itanium је циљан за тржишта сервера за предузећа и рачунања високе перформансе (HPC). Остале линије процесора фокусиране на предузећа и HPC су Oracle Corporation-ов SPARC T5 и M5, Фуџицу-ов SPARC64 X и IBM-ов POWER7. Мерено по количини продаје, Itanium-ова најозбиљнија конкуренција су x86-64 процесори који укључују Интел-ову Xeon линију и AMD-ову Opteron линију. Од 2009. године већина сервера се правила са x86-64 процесорима.
У 2005. години Itanium системи су чинили 14% прихода HPC система, али се овај проценат смањивао како је индустрија прелазила на x86-64 cluster-е.
У октобру 2008. године Gartner је издао рад о Tukwilау процесору у коме је писало: "...будућност за Itanium је чврста као и код било ког RISC вршњака као што је Power или SPARC."

## Супер компјутери и високо перформансно рачунање
Компјутер базиран на Itanium-у се први пут појавио на листи TOP500 суперкомпјутера у новембру 2001. године. Највиша позиција коју је икада достигао систем базиран на Itanium 2 је било #2,  достигнута у јуну 2004. године када је Thunder (LLNL) ушао на листу са Rmax од 19.94 Терафлопса. У новембру 2004. године Columbia је дошла на листу на #2 са 51.8 Терафлопс и од тада је увек био барем један компјутер базиран на Itanium-у у топ 10 све до јуна 2007. године. Највиши број машина базираних на Itanium-у се појавио на листи новембра 2004. године и то 84 система (16.8%). До јуна 2012. године присуство се смањило на један систем (0.2%) и на листи од новембра 2012. години више нема Itanium система.

## Процесори

### Издати процесори
Itanium процесори показују константно побољшање у способностима. Merced је био доказ концепта. McKinley је драматично побољшао меморијску хијерархију и дозволио је Itanium-у да постане конкурентан. Madison, са преласком на 130 nm процес, је дозволио довољно кеш простора да превазиђе већину уских грла у перформанси. Montecito, са 90 nm процесом, је дозволио имплементације са два језгра и побољшање у перформанси по вату. Montvale је додао три нове карактеристике: core-level lockstep, demand-based switching и магистралу са предње стране са фреквенцијом од 667 MHz.
Ниска волтажаНиска Волтажа
| Назив                 | процес  | Избачен    | Фреквенција   | L2 Кеш/ језгру         | L3 Кеш/ процесору | Магистрала                   | калуп/ уређају | језгра/ калупу | вати/ уређају | Коментари |
| Itanium               | Itanium | Itanium    | Itanium       | Itanium                | Itanium           | Itanium                      | Itanium        | Itanium        | Itanium       | Itanium |
| --------------------- | ------- | ---------- | ------------- | ---------------------- | ----------------- | ---------------------------- | -------------- | -------------- | ------------- | --- |
| Merced                | 180 nm  | 2001-06    | 733 MHz       | 96 KB                  | none              | 266 MHz                      | 1              | 1              | 116           | 2 MB off-die L3 cache                                                                                           |
| Merced                | 180 nm  | 2001-06    | 800 MHz       | 96 KB                  | none              | 266 MHz                      | 1              | 1              | 130           | 4 MB off-die L3 cache                                                                                           |
| Itanium 2             |         |            |               |                        |                   |                              |                |                |               | |
| McKinley              | 180 nm  | 2002-07-08 | 900 MHz       | 256 KB                 | 1.5 MB            | 400 MHz                      | 1              | 1              | 130           | HW branchlong                                                                                                   |
| McKinley              | 180 nm  | 2002-07-08 | 1 GHz         | 256 KB                 | 3 MB              | 400 MHz                      | 1              | 1              | 130           | HW branchlong                                                                                                   |
| Madison               | 130 nm  | 2003-06-30 | 1.3 GHz       | 256 KB                 | 3 MB              | 400 MHz                      | 1              | 1              | 130           | |
| Madison               | 130 nm  | 2003-06-30 | 1.4 GHz       | 256 KB                 | 4 MB              | 400 MHz                      | 1              | 1              | 130           | |
| Madison               | 130 nm  | 2003-06-30 | 1.5 GHz       | 256 KB                 | 6 MB              | 400 MHz                      | 1              | 1              | 130           | |
| Madison               | 130 nm  | 2003-09-08 | 1.4 GHz       | 256 KB                 | 1.5 MB            | 400 MHz                      | 1              | 1              | 130           | |
| Madison               | 130 nm  | 2004-04    | 1.4 GHz       | 256 KB                 | 3 MB              | 400 MHz                      | 1              | 1              | 130           | |
| Madison               | 130 nm  | 2004-04    | 1.6 GHz       | 256 KB                 | 3 MB              | 400 MHz                      | 1              | 1              | 130           | |
| Deerfield             | 130 nm  | 2003-09-08 | 1.0 GHz       | 256 KB                 | 1.5 MB            | 400 MHz                      | 1              | 1              | 62            | |
| Hondo                 | 130 nm  | 2004-Q1    | 1.1 GHz       | 256 KB                 | 4 MB              | 400 MHz                      | 2              | 1              | 260           | 32 MB L4 |
| Fanwood               | 130 nm  | 2004-11-08 | 1.6 GHz       | 256 KB                 | 3 MB              | 533 MHz                      | 1              | 1              | 130           | |
| Fanwood               | 130 nm  | 2004-11-08 | 1.3 GHz       | 256 KB                 | 3 MB              | 400 MHz                      | 1              | 1              | 62?           | |
| Madison               | 130 nm  | 2004-11-08 | 1.6 GHz       | 256 KB                 | 9 MB              | 400 MHz                      | 1              | 1              | 130           | |
| Madison               | 130 nm  | 2005-07-05 | 1.67 GHz      | 256 KB                 | 6 MB              | 667 MHz                      | 1              | 1              | 130           | |
| Madison               | 130 nm  | 2005-07-18 | 1.67 GHz      | 256 KB                 | 9 MB              | 667 MHz                      | 1              | 1              | 130           | |
| Itanium 2 9000 series |         |            |               |                        |                   |                              |                |                |               | |
| Montecito             | 90 nm   | 2006-07-18 | 1.4 GHz       | 256 KB (D)+ 1 MB (I)   | 6–24 MB           | 400 MHz                      | 1              | 2              | 104           | Virtualization, Multithread, без HW IA-32                                                                       |
| Montecito             | 90 nm   | 2006-07-18 | 1.6 GHz       | 256 KB (D)+ 1 MB (I)   | 6–24 MB           | 533 MHz                      | 1              | 2              | 104           | Virtualization, Multithread, без HW IA-32                                                                       |
| Itanium 2 9100 series |         |            |               |                        |                   |                              |                |                |               | |
| Montvale              | 90 nm   | 2007-10-31 | 1.42–1.66 GHz | 256 KB (D)+ 1 MB (I)   | 8–24 MB           | 400–667 MHz                  | 1              | 1–2            | 75–104        | Core-level lockstep, demand-based switching                                                                     |
| Itanium 9300 series   |         |            |               |                        |                   |                              |                |                |               | |
| Tukwila               | 65 nm   | 2010-02-08 | 1.33-1.73 GHz | 256 KB (D)+ 512 KB (I) | 10–24 MB          | QPI with a speed of 4.8 GT/s | 1              | 2–4            | 130–185       | Нови point-to-point процесорски interconnect, QPI, који је заменио FSB. Turbo Boost                             |
| Itanium 9500 series   |         |            |               |                        |                   |                              |                |                |               | |
| Poulson               | 32 nm   | 2012-11-08 | 1.73-2.53 GHz | 256 KB (D)+ 512 KB (I) | 20-32 MB          | QPI with a speed of 6.4 GT/s | 1              | 4-8            | 130–170       | Дуплирана ширина (са 6 на 12 инструкција по циклусу), Instruction Replay technology, Dual-domain hyperthreading |

## Прихваћеност на тржишту

### Тржиште напредних сервера
Када је први пут био издат у 2001. години, Itanium-ове перформансе, када се пореде са већ успостављеним RISC и CISC процесорима, су биле разочаравајуће. Емулације постојећих x86 апликација и оперативних система су биле лоше, а неки бенчмаркови из 2001. године су показивали да је Itanium у овом погледу у најбољем случају исти као 100 MHz Pentium (1.1 GHz Pentium-и су постојали на тржишту у то време).
Itanium није успео да направи значајне продоре на тржишту у односу на IA-32 или RISC системе који су били више компатибилни са старијим x86 апликацијама. Након тога продаја Itanium је "патила" због успешног увођења система базираних на x86-64 на тржиште напредних сервера. Новинар John C. Dvorak, који је 2009. године коментарисао историју Itanium процесора, је рекао: "Ово је и даље један од највећих фијаска у задњих 50 година" у чланку под називом "Како је Itanium убио компјутерску индустрију". Технички колумниста Ashlee Vance је коментарисала да су одлагања и лоше перформансе "претвориле производ у шалу индустрије чипова." У интервјуу, Donald Knuth је рекао: "Itanium-ов приступ...требало је да буде одличан — док није испало да су жељени компајлери технички немогући да се напишу."
И Ред хет и Мајкрософт су најавили планове да обуставе Itanium у својим оперативним системима због недостатка тржишне заинтересованости, али Линукс дистрибуције као што је Дебијан су и даље доступне за Itanium. Дана 22. марта 2011. године Oracle је најавио обустављање развоја за Itanium, али ће техничка подршка за постојеће производе да се настави. Дана 20. октобра 2013. године Oracle је официјелно писао о својој привржености да изда Oracle Database 12.1.0.1.0 на HP-UX Itanium 11.31 до почетка 2014. године.
Бивши Интел-ов званичник је рекао да је Itanium бизнис постао профитабилан крајем 2009. године. До 2009. године чип је скоро искључиво био развијан на серверима које је правио HP, који је имао преко 95% од укупног тржишног удела Itanium сервера, што је чинило главни оперативни систем за Itanium HP-UX. Дана 22. марта 2011. године Интел је потврдио своју приврженост Itanium-у са неколико генерација чипова у развоју и по плану.

### Друга тржишта
Иако је Itanium имао ограничен успех у тржишној ниши напредног рачунања, Интел се надао да ће наићи на шире прихватање као замена за оригиналну x86 архитектуру.
AMD је изабрао другачији смер, дизајнирајући мање радикални x86-64, 64-bit екстензију за постојећу x86 архитектуру, коју је Мајкрософт подржавао, што је приморало Интел да уведе исту екстензију у своје процесоре базиране на x86. Ови пројекти могу да користе постојеће 32-bit апликације на нормалним брзинама, док пружају подршку за 64-bit меморијско адресирање и друга побољшања за нове апликације. Ова архитектура је сада предоминантна 64-bit архитектура у десктоп и портабилним тржиштима. Иако су неке радне станице базиране на Itanium-у у почетку биле уведене у компаније као што су SGI, оне више нису доступне.

## Види још
- Листа Intel Itanium микропорцесора